# Jumirim (kommun)
Jumirim är en kommun i Brasilien.   Den ligger i delstaten São Paulo, i den sydöstra delen av landet, 800 km söder om huvudstaden Brasília. Antalet invånare är 2 801.
Följande samhällen finns i Jumirim:
- Jumirim

Omgivningarna runt Jumirim är huvudsakligen savann. Runt Jumirim är det ganska tätbefolkat, med 207 invånare per kvadratkilometer.